# Triangolo di Tartaglia

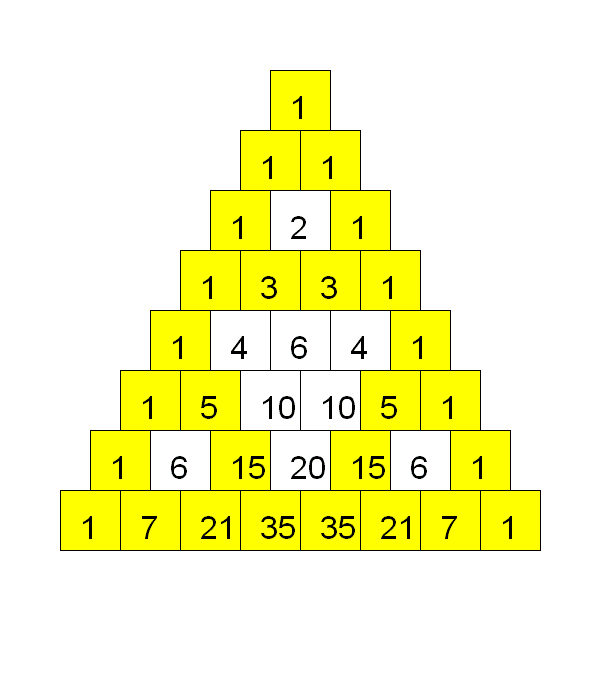
Prime otto righe del triangolo. I numeri dispari, in giallo, evidenziano la sua tendenza modulare al triangolo di Sierpiński

In matematica, il triangolo di Tartaglia (detto anche triangolo di Pascal o Khayyām o Yang Hui) è una disposizione geometrica dei coefficienti binomiali, ossia dei coefficienti dello sviluppo del binomio {\displaystyle (a+b)} elevato a una qualsiasi potenza {\displaystyle n}, a forma di triangolo.
Prende il nome dal matematico italiano del XVI secolo Niccolò Tartaglia.

## Costruzione
Le prime righe del triangolo di Tartaglia sono le seguenti:
```
                                            1     n=0
                                         1     1     n=1
                                      1     2     1     n=2
                                   1     3     3     1     n=3
                                1     4     6     4     1     n=4
                             1     5     10    10    5     1     n=5
                          1     6     15    20    15    6     1     n=6
                       1     7     21    35    35    21    7     1     n=7
                    1     8     28    56    70    56    28    8     1     n=8
                 1     9     36    84    126   126   84    36    9     1     n=9
              1     10    45    120   210   252   210   120   45    10    1     n=10
           1     11    55    165   330   462   462   330   165   55    11    1     n=11
        1     12    66    220   495   792   924   792   495   220   66    12    1     n=12
     1     13    78    286   715   1287  1716  1716  1287  715   286   78    13    1     n=13
  1     14    91    364   1001  2002  3003  3432  3003  2002  1001  364   91    14    1     n=14
  k=0   k=1   k=2   k=3   k=4   k=5   k=6   k=7   k=8   k=9   k=10  k=11  k=12  k=13  k=14
```

Ogni numero nel triangolo è la somma dei due numeri superiori

In ciascuna riga si può osservare che gli elementi di questa costruzione si ottengono come somma di due elementi adiacenti della riga precedente. Ossia, se {\displaystyle k} e {\displaystyle n} sono interi positivi, e {\displaystyle k} è minore o uguale a {\displaystyle n}:
{\displaystyle C_{n,k}={n \choose k}={\frac {n!}{k!\cdot \left(n-k\right)!}}=\left\{{\begin{matrix}1,&{\mbox{per }}k=0{\mbox{ oppure }}k=n\\C_{n-1,k-1}+C_{n-1,k}^{}&{\mbox{negli altri casi}}\end{matrix}}\right.}

## La potenza del binomio
L'applicazione principale del triangolo di Tartaglia è nello sviluppo delle potenze di un binomio. Se ad esempio si vuole scrivere lo sviluppo di {\displaystyle (a+b)^{4}}, è sufficiente andare alla quinta riga del triangolo di Tartaglia per trovare i coefficienti del polinomio risultante (cioè: 1, 4, 6, 4, 1). E dunque possiamo scrivere:
{\displaystyle (a+b)_{}^{4}=1a_{}^{4}+4a^{3}b+6a^{2}b^{2}+4ab^{3}+1b^{4}.}
Se usiamo quest'altra costruzione, possiamo dire che nella {\displaystyle N}-esima riga si trovano i coefficienti della potenza {\displaystyle n}-esima del binomio con {\displaystyle N=n+1}:
```
                                            1     N=1     n=0
                                         1     1     N=2     n=1
                                      1     2     1     N=3     n=2
                                   1     3     3     1     N=4     n=3
                                1     4     6     4     1     N=5     n=4
                             1     5     10    10    5     1     N=6     n=5
                          1     6     15    20    15    6     1     N=7     n=6
                       1     7     21    35    35    21    7     1     N=8     n=7
                    1     8     28    56    70    56    28    8     1     N=9     n=8
                 1     9     36    84    126   126   84    36    9     1     N=10     n=9
              1     10    45    120   210   252   210   120   45    10    1     N=11     n=10
           1     11    55    165   330   462   462   330   165   55    11    1     N=12     n=11
        1     12    66    220   495   792   924   792   495   220   66    12    1     N=13     n=12
     1     13    78    286   715   1287  1716  1716  1287  715   286   78    13    1     N=14     n=13
  1     14    91    364   1001  2002  3003  3432  3003  2002  1001  364   91    14    1     N=15     n=14
  K=1   K=2   K=3   K=4   K=5   K=6   K=7   K=8   K=9   K=10  K=11  K=12  K=13  K=14  K=15
  k=0   k=1   k=2   k=3   k=4   k=5   k=6   k=7   k=8   k=9   k=10  k=11  k=12  k=13  k=14
```

Per tale motivo, i numeri del triangolo di Tartaglia sono detti anche coefficienti binomiali, particolarmente studiati nell'ambito del calcolo combinatorio: si dimostra infatti che l'elemento di posizione {\displaystyle K} sulla riga {\displaystyle N} del triangolo di Tartaglia è il numero di combinazioni di {\displaystyle N-1} elementi di classe {\displaystyle K-1}:
{\displaystyle C_{N,K}={n \choose k}={\frac {n!}{k!(n-k)!}}}     {\displaystyle con}     {\displaystyle N=n+1}     {\displaystyle e}     {\displaystyle K=k+1}
Dunque, la potenza del binomio può essere scritta anche con la formula seguente, che dobbiamo a Newton ed è comunemente indicata come formula del binomio di Newton:
{\displaystyle (a+b)^{n}=\sum _{k=0}^{n}{n \choose k}a^{(n-k)}b^{k}}.

## Formalismo matriciale
Con i classici indici del formalismo matriciale, il triangolo può essere costruito nel seguente modo: introdotti due indici {\displaystyle i} e {\displaystyle j} rispettivamente di riga e colonna e indicando con {\displaystyle x_{ij}=x_{i,j}} il generico elemento con coordinate {\displaystyle (i,j)=(n,k-1)}, possiamo scrivere:
riga 1: {\displaystyle x_{11}=1} ; {\displaystyle x_{12}=1} ;
riga 2: {\displaystyle x_{21}=1} ; {\displaystyle x_{22}=2} ; {\displaystyle x_{23}=1} ;
riga 3: {\displaystyle x_{31}=1} ; {\displaystyle x_{32}=3} ; {\displaystyle x_{33}=3}; {\displaystyle x_{34}=1} ;
riga 4: {\displaystyle x_{41}=1} ; {\displaystyle x_{42}=4} ; {\displaystyle x_{43}=6} ; {\displaystyle x_{44}=4} ; {\displaystyle x_{45}=1} ;
In generale, {\displaystyle x_{ij}} è una funzione di Dirichlet, che vale {\displaystyle x_{ij}=x_{i-1,j-1}+x_{i-1,j}} con {\displaystyle i=1,\ldots ,n} e {\displaystyle j=1,\ldots ,n}, sempre (per ogni {\displaystyle i} e {\displaystyle j}), tranne per {\displaystyle j=1} oppure {\displaystyle j=(i+1)}, ossia agli estremi (destro e sinistro) di ogni riga del triangolo, dove vale {\displaystyle x_{ij}=1}.
Infatti, vale che {\displaystyle x_{21}=1} , {\displaystyle x_{31}=1} ; {\displaystyle x_{3,j=(i+1)=4}=1} , {\displaystyle x_{45}=1}, e che {\displaystyle x_{42}=x_{i-1=4-1=3,j-1=2-1}+x_{3,2}=1+3=4}.
Tale formulazione è del tutto equivalente a quella precedente e più "classica" del coefficiente binomiale. Vengono solamente cambiati gli indici, riconducendosi al formalismo matriciale.

## Proprietà
Il triangolo ha molte altre numerose proprietà, alcune dipendenti dal metodo di costruzione, altre dalle proprietà dei coefficienti binomiali (le due cose sono legate tra loro).

### Condizione al contorno
Essendo {\displaystyle {n \choose 0}={n \choose n}=1} tutti i numeri lungo il contorno sono uguali a uno.

### Formula ricorsiva
È nota (qui la dimostrazione) la proprietà dei binomiali per cui
{\displaystyle {n \choose k}={n-1 \choose k}+{n-1 \choose k-1}.}
Questo porta a una formula ricorsiva per calcolare un numero del triangolo: se voglio conoscere il numero alla riga {\displaystyle n} al posto {\displaystyle k}, basta sommare i due numeri della fila precedente allo stesso posto e al posto precedente, cioè otteniamo proprio la formula di costruzione.

### Simmetria del triangolo
Il triangolo è simmetrico rispetto all'altezza, cioè {\displaystyle C_{n,k}=C_{n,n-k}}, questo poiché {\displaystyle {n \choose k}={n \choose n-k}}.

### Somma delle righe
Si può notare che:
```
        1          =  1
      1 + 1        =  2
    1 + 2 + 1      =  4
  1 + 3 + 3 + 1    =  8
1 + 4 + 6 + 4 + 1  = 16
```

cioè che la somma della {\displaystyle n}-esima riga è {\displaystyle 2^{n-1}}. Ciò si può dimostrare molto facilmente osservando che la somma della prima riga è ovviamente 1 e che, data una riga, ogni numero della riga successiva si ottiene sommando i due numeri superiori e che ogni numero superiore viene utilizzato due volte per cui, indicando con {\displaystyle S_{n}} la somma della riga {\displaystyle n}, risulta {\displaystyle S_{n}=S_{n-1}\cdot 2}.
Altra dimostrazione ancora più semplice consiste nel ricordare che ogni riga contiene i coefficienti dello sviluppo delle potenze di un binomio, volendo prendere il binomio {\displaystyle 1+1}, il suo sviluppo consiste nei semplici coefficienti, quindi, per esempio {\displaystyle (1+1)^{3}=1+3+3+1=8}, e in generale {\displaystyle (1+1)^{n}=2^{n}}.

### Differenza nelle righe
Si può notare che:
```
      1 - 1        = 0
    1 - 2 + 1      = 0
  1 - 3 + 3 - 1    = 0
1 - 4 + 6 - 4 + 1  = 0
```

La somma dei numeri nei posti dispari (1º, 3º, 5º,...) meno la somma dei numeri nei posti pari (2º, 4º, 6º,...) dà zero. Per le righe con un numero pari di elementi, questo è ovvio in quanto il triangolo è simmetrico (vedi sopra).
Per una dimostrazione generale ci affidiamo alla tecnica precedente prendendo come binomio (1-1), in questo modo otteniamo proprio la somma che cerchiamo, che non può che fare 0. Un esempio: {\displaystyle (1-1)^{3}=1-3+3-1=0}.

### Potenze di undici e di altri numeri
Le "prime" potenze di 11, quelle di 101, e in generale quelle della somma di due distinte potenze di 10, si possono "leggere" sulle prime righe del triangolo di Tartaglia:
```
          1                   1                       1         1
        1   1                11                   1.001        10,1
      1   2   1             121               1.002.001       102,01
    1   3   3   1         1.331           1.003.003.001     1.030,301
  1   4   6   4   1      14.641       1.004.006.004.001    10.406,0401
1   5  10  10   5   1   161.051   1.005.010.010.005.001   105.101,00501 
```

Sviluppando infatti il binomio {\displaystyle (10^{a}+10^{b})^{n}}, negli esempi (10+1), (100+1) e (10+0,1), si ottiene
{\displaystyle (10^{a}+10^{b})^{n}=\sum _{i=0}^{n}{\binom {n}{i}}10^{ia+(n-i)b}}
e finché la potenza è "piccola", cioè i coefficienti binomiali sono inferiori al rapporto tra le due potenze, è possibile "leggere" le righe del triangolo di Tartaglia nelle loro potenze.
Similmente, scrivendo i numeri in una diversa base di numerazione {\displaystyle c}, il triangolo di Tartaglia può essere "letto" nelle "prime" potenze di {\displaystyle c+1} e in generale della somma di due potenze di {\displaystyle c}.

### Somma delle diagonali
Prendiamo una porzione del triangolo:
```
                  1
               1     1
            1     2     
1

         1     3     
3
     1
      1     4     
6
     4     1
   1     5     
10
    10    5     1
1     6     15    
20
    15    6     1 
```

Sommando i numeri su una diagonale (1+3+6+10) otteniamo il numero adiacente al prossimo sulla diagonale (20). Questa è un'identità molto utile nel campo della combinatoria, chiamata comunemente con il nome di "Identità della mazza da hockey", per analogia con la forma assunta evidenziando gli addendi e il risultato in diagonale.

### Multipli di numero fissato
Dato un numero {\displaystyle n} fissato, i numeri del triangolo che siano suoi multipli interi formano dei nuovi triangoli con il vertice in basso, oppure dei punti isolati, che sono ovviamente anch'essi dei triangoli di lato unitario. Tali triangoli non si intersecano, né sono adiacenti.
```
Pari:                                   1
                                     1     1
                                  1    
\
2
/
    1
                               1     3     3     1
                            1    
\
4
     
6
     
4
/
    1
                         1     5    
\
10
    
10
/
   5     1
                      1    
\
6
/
    15   
\
20
/
   15   
\
6
/
    1
                   1     7     21    35    35    21    7     1
                1    
\
8
     
28
    
56
    
70
    
56
    
28
    
8
/
    1
             1     9    
\
36
    
84
    
126
   
126
   
84
    
36
/
   9     1
          1    
\
10
/
   45   
\
120
   
210
   
252
   
210
   
120
/
  45   
\
10
/
   1
       1     11    55    165  
\
330
   
462
   
462
   
330
/
  165   55    11    1
    1    
\
12
    
66
    
220
/
  495  
\
792
   
924
   
792
/
  495  
\
220
   
66
    
12
/
   1
 1     13   
\
78
    
286
/
  715   1287 
\
1716
  
1716
/
 1287  715  
\
286
   
78
/
   13    1
```

## Altre successioni di interi
Nel triangolo di Tartaglia, oltre ai coefficienti binomiali, si individuano anche altre successioni di interi positivi:

### Numero di Catalan
I numeri di Catalan si possono trovare in verticale partendo dal vertice, scendendo e dividendo per 1, 2, 3, 4 ... quindi sono 1/1, 2/2, 6/3, 20/4, 70/5 ... ovvero 1, 1, 2, 5, 14 ...
```
                                        
1

                                     1     1
                                  1     
2
     1
                               1     3     3     1
                            1     4     
6
     4     1
                         1     5     10    10    5     1
                      1     6     15    
20
    15    6     1
                   1     7     21    35    35    21    7     1
                1     8     28    56    
70
    56    28    8     1
             1     9     36    84    126   126   84    36    9     1
          1     10    45    120   210   
252
   210   120   45    10    1
       1     11    55    165   330   462   462   330   165   55    11    1
    1     12    66    220   495   792   
924
   792   495   220   66    12    1
```

### Numeri di Fibonacci
I numeri di Fibonacci possono essere trovati sommando le diagonali "storte", ottenute spostandosi ogni volta di una riga sotto e due numeri a sinistra. Esempio: {\displaystyle 1+6+5+1=13=F_{7}} oppure {\displaystyle 1+15+35+28+9+1=89=F_{11}}. Esiste anche un algoritmo per la determinazione dei coefficienti dei polinomi di Fibonacci.
```
                              1
                           1     1
                        1     2     1
                     1     3     3     
1

                  1     4     
6
     4     1
               1     
5
     10    10    5     
1

            
1
     6     15    20    
15
    6     1
         1     7     21    
35
    35    21    7     1
      1     8    
 28
    56    70    56    28    8     1
   1     
9
     36    84    126   126   84    36    9     1

1
     10    45    120   210   252   210   120   45    10    1
```

### Serie dei numeri politopici
Ogni diversa linea diagonale del triangolo rappresenta una successione di numeri n-topici (una estensione alle n-dimensioni dei numeri poligonali, per esempio la 3ª linea diagonale è composta dai numeri triangolari: 1, 3, 6, 10, 15, 21, 28, 36, 45, 55, 66, 78...) con due dimensioni.
```
                                        1
                                     1     1
                                  1     2     
1

                               1     3     
3
     1
                            1     4     
6
     4     1
                         1     5     
10
    10    5     1
                      1     6     
15
    20    15    6     1
                   1     7     
21
    35    35    21    7     1
                1     8     
28
    56    70    56    28    8     1
             1     9     
36
    84    126   126   84    36    9     1
          1     10    
45
    120   210   252   210   120   45    10    1
       1     11    
55
    165   330   462   462   330   165   55    11    1
    1     12    
66
    220   495   792   924   792   495   220   66    12    1
 1     13    
78
    286   715   1287  1716  1716  1287  715   286   78    13    1
```

La 4ª linea diagonale dai numeri tetraedrici (3 dimensioni), la 5ª dai numeri pentatopici (4 dimensioni), la 6ª dai numeri 5-topici (5 dimensioni), e così via.
Ogni numero nel triangolo di Tartaglia è dunque identificato dalle coordinate n e m. Vi è una semplice relazione tra tutte le coppie di numeri adiacenti aventi posizione (n,m) e (n+1,m–1)
{\displaystyle m\cdot T(n,m)=n\cdot T(n+1,m-1),}
per esempio l'ottavo (8º) numero tetraedrico (3-topico) moltiplicato 3 è uguale al prodotto di 8 per il nono (9º) numero triangolare (2-topico) (3*120 = 8*45)
Il risultato che risale a Fermat e che il matematico considerava una "proposizione molto bella" non è che l'espressione della seguente
{\displaystyle m{n+m-1 \choose m}=n{n+m-1 \choose m-1}.}

## Estendibilità del coefficiente binomiale
Una generalizzazione del coefficiente binomiale è data dallo sviluppo in serie di Taylor delle funzioni
{\displaystyle (1+x)^{\alpha }=\sum _{k=0}^{\infty }{\binom {\alpha }{k}}x^{k}}, per {\displaystyle |x|<1} e {\displaystyle \alpha \in \mathbb {C} }.
Un'altra generalizzazione del coefficiente binomiale è data dal prolungamento analitico della funzione fattoriale tramite la funzione Gamma, {\displaystyle m!=\Gamma (m+1)}:
{\displaystyle {\binom {n}{k}}={\frac {\Gamma (n+1)}{\Gamma (k+1)\Gamma (n-k+1)}}}
Anche se sono definite su insiemi diversi, queste funzioni coincidono sulle intersezioni.

## Nota storica

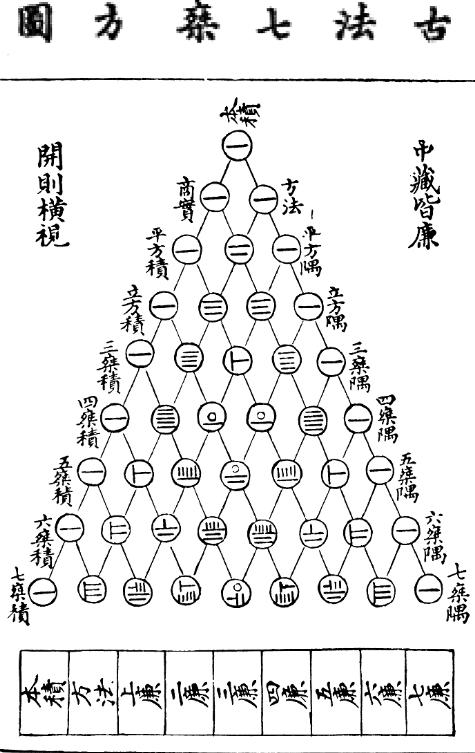
Triangolo di Tartaglia disegnato dal matematico cinese Zhu Shijie nel 1303

La costruzione del triangolo di Tartaglia era nota a matematici cinesi nel XIV secolo e forse anche in epoca anteriore. In Italia prese il nome da Niccolò Tartaglia, che lo descrisse nel suo General trattato di numeri et misure del 1556, ma in Francia e successivamente anche nel mondo anglosassone prende il nome da Blaise Pascal, che un secolo dopo, nel 1654, ne fece grande uso nei suoi studi sulla probabilità. In Germania invece è comunemente attribuito a Michael Stifel che ne scrisse nel 1544.